# Molophilus apicidentatus
Molophilus apicidentatus là một loài ruồi trong họ Limoniidae. Chúng phân bố ở miền Cổ bắc.